# Prosopis laevigata
El mezquite blando, mezquite blanco o algarrobo (Prosopis laevigata) es una especie del género Prosopis o mezquite de la familia Fabaceae. Es un árbol de hasta 13 metros de altura, de hojas compuestas pequeñas con flores de color crema-amarillento. Se desarrolla en regiones áridas y semiáridas de México, desde Baja California sur y Sonora en México, hasta Bolivia, Perú, y noroeste de Argentina (provincia de Jujuy).
Es muy importante ya que su madera es usada como combustible, para construcción de cercas, sus vainas como forraje y como alimento para el hombre; produce resina que tiene uso en la fabricación de pegamentos y barnices, mientras que sus flores son importantes para la producción de miel. Esta especie de mezquite se destaca por su papel ecológico muy importante ya que es un excelente fijador del suelo y por lo tanto, controlador de la erosión; es fijador de nitrógeno, lo cual mejora la fertilidad del suelo. Por otra parte, bajo ciertas condiciones son fuente de forraje para el ganado doméstico y fauna silvestre.

## Clasificación y descripción
Es un árbol, cuya altura puede ser hasta de 13 m y un diámetro del tronco que varía de 0.8 a 1 m. aunque es más común encontrar árboles cuyo diámetro se encuentra entre 30 y 60 cm; corteza externa fisurada y a veces muy lignificada, de color negruzca, interna de color crema amarillenta, cuyo grosor es de 0.5 a 1.8 cm; copa más ancha que alta; ramas glabras o pilosas, provistas de espinas estipulares de 1 a 4 cm de largo; yemas de 2 a 3 mm de largo, cubiertas de escamas lanceoladas, verdes, un poco pubescentes. Estípulas 2, lineares, caedizas; hojas dispuestas en espiral, aglomeradas en cada par de espinas, pecioladas con 1 a 3 pares de pinnas, cada una con 10 a 30 pares de folíolos sésiles, entre cada par de foliolos primarios se observa generalmente una glándula protuberante aplanada; flores dispuestas en racimos densos axilares de 3 a 10 cm de largo, perfumadas, actinomormas; pétalos de 5 a 4 mm de largo, lineares con el ápice agudo, lisos o pubescentes; estambres 10, de 7 a 8 mm de largo, el filamento y las anteras de color crema-amarillento; Fruto, tipo vaina, cuyo tamaño varía de 8 a 20 cm de largo por 8 a 15 mm de ancho, algo falcada,  de color café-amarillento, a veces rojizo, algo constreñida entre las semillas; semillas, oblongas, comprimidas de 8 a 10 mm de largo, de color blanco-amarillento.

## Distribución
En México su distribución es amplia, exceptuando las montañas y las partes bajas del sureste del país. Se distribuye en la vertiente del pacífico, localizándose en los estados de; Baja California Sur, Sinaloa, Nayarit, Jalisco, Colima, Michoacán, Guerrero, Oaxaca y Chiapas, por el lado del Golfo de México, se ha localizado en Tamaulipas, Veracruz y Yucatán. Se encuentra presente también en los estados de Nuevo León, Durango, Coahuila, Zacatecas, Aguascalientes, San Luis Potosí, Hidalgo, Puebla, Guanajuato, Morelos y Querétaro. Se tiene reportes que ha sido un árbol introducido a las islas de Hawái y otras islas cercanas.

## Ambiente
Su distribución comprende casi todo el territorio mexicano, con excepción de las zonas montañosas y las partes bajas del sureste del país; es particularmente abundante en las zonas áridas y semiáridas, aunque su amplio rango ecológico le permite ser localizado en zonas con temperaturas medias que van de 20 a 29 °C, con precipitaciones que oscilan entre 350 y 1 200 mm anuales. Se le encuentra desde el nivel del mar hasta los 2 200 m de altitud; crece preferentemente en llanuras y bajíos, sobre suelos profundos aptos para la agricultura, lo cual ha originado su desplazamiento de muchos sitios.

## Estado de conservación
El mezquite es un recurso valioso, puesto que todas las partes de la planta son utilizadas, de él se puede obtener: leña, carbón, goma, materiales de construcción, alimento, forraje, néctar para la apicultura, y de uso medicinal. Además, juega un papel ecológico importante en el ecosistema, ya que es un excelente controlador de la erosión y fijador de nitrógeno en el suelo. La expansión urbana y el incremento de las actividades ganaderas afectaron de manera considerable a las comunidades de mezquite. A pesar de su fuerte aprovechamiento, es una especie que no se encuentra bajo alguna categoría de protección de acuerdo a la NOM-059-ECOL-2010 de la SEMARNAT. Sin embargo, está considerada como una especie de preocupación menor por IUCN. 

## Galería de imágenes
|           |
| Mezquital |

|                  |
| Racimos florales |

|                 |
| Vainas frutales |

|       |
| Hojas |

|         |
| Corteza |

|                  |
| Goma de mezquite |